# 조지 (서진)
조지(曹志, ? ~ 288년)는 조위 ~ 서진의 관료로, 자는 윤공(允恭)이며 초국(譙國) 초현(譙縣) 사람이다. 조식의 얼자로, 어려서부터 학문을 즐기고 말타기·활쏘기에도 능하여 조식의 총애를 받았다.

## 생애
조식 생전에 목향공(穆鄕公)에 봉해졌고, 조식 사후 진왕에 봉해졌다가 제북왕으로 전봉되었다. 봉읍이 누차 늘어나 990호에 이르렀다.
무제의 밑에서 중무군(中撫軍)을 지냈고, 무제가 원제의 선양을 받아 서진을 건국하였을 때 견성공(鄄城公)으로 폄작되었다. 이후 악평태수(樂平太守)·장무령(章武令)·조군태수 등을 역임하였다. 낮에는 사냥을 즐기고, 밤에 독서를 하는 등, 정사에 열심이지는 않았기 때문에, 사람들은 조지의 능력이 어느 정도 되는지 알지 못하였다.
함녕 원년(275년), 중앙에 진출하여 산기상시(散騎常侍)·국자박사(國子博士)에 임명되었다. 이후 박사좨주(博士祭酒)로 전임되었는데, 사마유가 제왕으로 부임하는 것을 애석하게 여기다가 무제의 미움을 받아 파직되었다. 이후 산기상시로 복직되었다.
이후 어머니의 죽음으로 충격에 빠져 정신병을 앓았고, 태강 9년(288년)에 죽었다. 당시 태상은 조지에게 나쁜 시호를 내릴 것을 상주하였으나, 최포의 만류로 정(定)이 내려졌다.

## 출전
- 진수, 《삼국지》 권19 위서 임성진소왕전
- 방현령, 《진서》 권50 열전제20